# 入江紀子
入江 紀子（いりえ のりこ、11月6日 - ）は、漫画家。秋田県出身。

## 概要
1987年、アフタヌーン四季賞冬のコンテストにおいて「猫の手貸します」が四季大賞を受賞。
1988年、『ぶ〜け』でも「16ぺえじ」（1月号掲載）で入賞。
代表作に『なんぎな奥さん』、『のら』など。
女性誌を中心に、多数の雑誌で活躍。アシスタントを使わないとのことだが、非常に多作。自立した女性（および自立した男性、自立した子供）を主人公とする作品が多く、「まっとうに頑張る」人に対して優しい。
手塚治虫を尊敬している。

## 作品リスト
- 猫の手貸します（1988年・講談社）
- めとろガール 1-2巻（1990年-1992年、竹書房）
- のら（1991年-1997年、1999年、竹書房、後にエンターブレインから復刻・完全版が出版）
- なんぎな奥さん 1-5巻（1992年-1996年、白泉社）
- 12ダースの怒れる女（1993年・白泉社）
- 神さまは役たたず（1994年・白泉社）
- ママのめくじら（1994年・白泉社）
- 祝田さん 1-2巻（1994年、白泉社）
- こぐまのマーチ（1994年・双葉社）
- アサハカな夜 （1995年・集英社）
- 私は私なんですけど、（1996年・白泉社）
- 愛しすぎなくてよかった 1-4巻（1996年-1997年・講談社、原作：内舘牧子）
- タッグ 1-3巻（1996年-1999年、創美社）
- 夜をどうしよう（1996年・白泉社、後に文庫版も発売(2000年12月)）
- なまえをよんで（1996年・集英社）
- つうかあ（1997年・集英社）
- 新世紀まで何日だ？（1998年・講談社）
- やもめスケッチ 1-4巻（1998年-1999年、講談社）
- ちいさなわたしをだきしめて（1998年・集英社(イラスト)）
- ネガポジ 1-3巻（1999年-2000年、講談社）
- ママの恋人 1-6巻（1999年-、秋田書店、単行本6巻で完結）
- 21-TWENTY ONE-（1999年・講談社）
- あかピンク 1-7巻（2000年-2003年・秋田書店）
- ひなた（短編集）（2000年・集英社）
- 天然カール（2001年・白泉社）
- 野ばらの垣根（文庫）（2001年・創美社）
- カシミア（2001年・集英社）
- 星に願いを（短編集）（2001年・集英社）
- 笑って!ピギー（2002年・秋田書店）
- ただいま（2002年・集英社）
- 笑う犬の世界（2002年・白泉社）
- 歌う犬の世界（2003年、白泉社）
- ローゲージ（2003年・秋田書店）
- 大人が知らない子供の国（2003年・双葉社）
- 愛がどーした。（2004年・集英社）
- ハナウタうたい（2004年・集英社）
- フィービーはもういない（2004年・秋田書店）
- はらっぱ（2005年・秋田書店）
- 走れハイジ（2005年・白泉社）
- ウェルカム・ホーム!―児島律子（2005年・秋田書店、原作：鷺沢萠）
- はらっぱ（2005年・秋田書店）
- ワカオク（2006年・双葉社）
- ごめん。（2009年・双葉社）